# Kỳ Lân, Khúc Tĩnh
Kỳ Lân (tiếng Trung: 麒麟区; Hán-Việt: Kỳ Lân khu) là một quận nội thành thuộc Khúc Tĩnh, tỉnh Vân Nam, Cộng hòa Nhân dân Trung Hoa. Quận này có diện tích 1.442 km², dân số năm 2003 là 630.000 người. Chính quyền huyện đóng ở phố Nam Ninh Đông. Quận này được thành lập năm 1997.

## Các đơn vị hành chính

### Cácnhai đạo
- Nam Ninh (南宁街道)
- Bạch Thạch Giang (白石江街道)
- Văn Hoa (文华街道)
- Kiến Ninh (建宁街道)
- Thái Hòa (太和街道)
- Liêu Khuếch (廖廓街道)
- Tiêu Tương (潇湘街道)
- Ích Ninh (益宁街道)
- Châu Nhai (珠街街道)
- Duyên Giang (沿江街道)
- Tam Bảo (三宝街道)

### Trấn
- Tỳ Doanh (茨营镇)
- Việt Châu (越州镇)
- Đông Sơn (东山镇)